# 紊纹美丽蛤
紊纹美丽蛤（学名：Merisca perplexa），是帘蛤目樱蛤科Merisca属的一种。主要分布于越南、中国大陆、台湾，常栖息在潮间带。